# Schloss Rayne-Vigneau

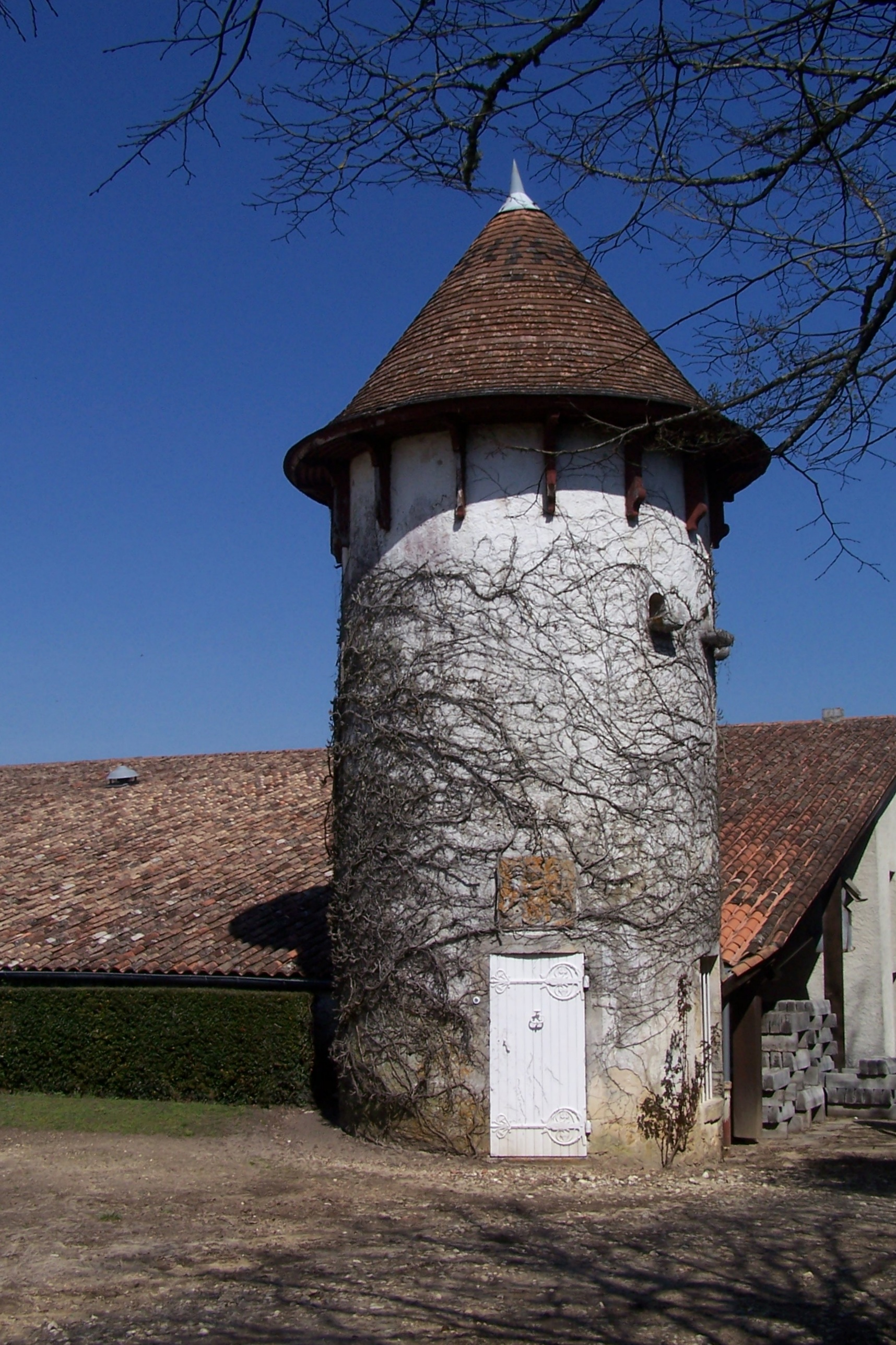
Taubenturm

Schloss Rayne-Vigneau ist ein Schloss in Bommes, einer französischen Gemeinde im Département Gironde in der Region Nouvelle-Aquitaine.

## Beschreibung

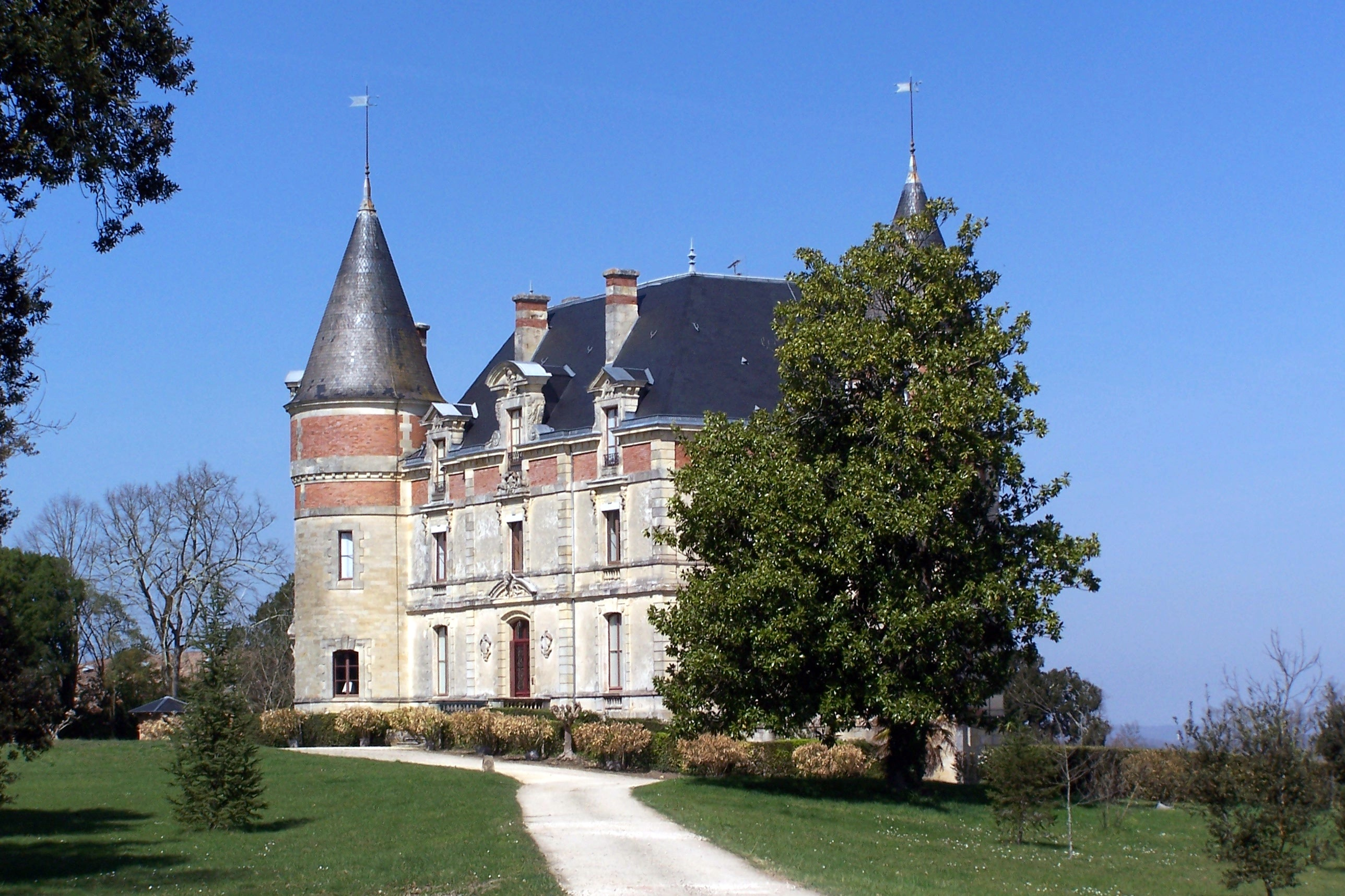
Schloss Rayne-Vigneau in Bommes

Das von 1863 bis 1865 errichtete Schloss ist seit 2004 als Monument historique klassifiziert.
Das Gebäude wurde nach Plänen des Architekten Louis-Michel Garros auf den Fundamenten eines Vorgängerbaus errichtet. Zwei Rundtürme und eine Kapelle flankieren das rechteckige Hauptgebäude im Stil des Eklektizismus. 
Die Inneneinrichtung ist hauptsächlich im Stil des Second Empire ausgeführt. 
Die neugotische Kapelle besitzt Bleiglasfenster aus der Werkstatt Villiers, die im Jahr 1867 geschaffen wurden.